# Maga (Charakene)

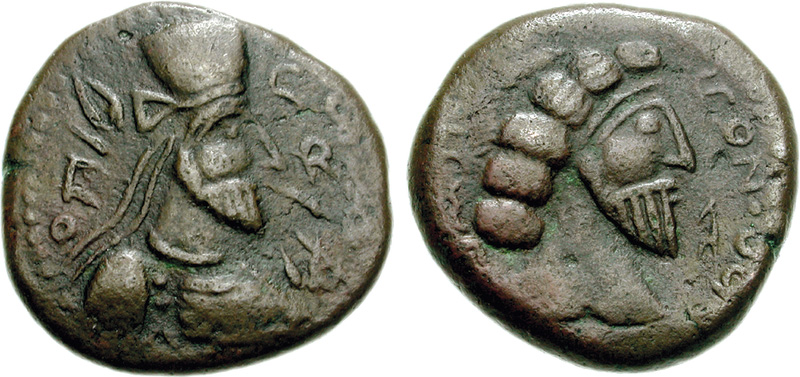
Münze, die Maga zugeschrieben wird

Maga war ein König der Charakene und ist nur von zahlreichen Münzen bekannt. Er regierte wahrscheinlich am Ende des zweiten nachchristlichen Jahrhunderts. Der auf Aramäisch geschriebene Name erscheint als mʾg, was als Maga interpretiert wird. Auf ebendiesen Münzen wird er als Sohn eines Königs Attambelos bezeichnet, der sonst nicht weiter belegt ist und meist als Attambelos VIII. bezeichnet wird. Maga ist der letzte zeitgenössisch belegte Herrscher der Charakene. Seine Münzen sind im Stil rein parthisch.